# Blackfire (groupe)
Pour les articles homonymes, voir Blackfire.
Blackfire est un groupe de punk rock navajo américain, originaire de Black Mesa, en Arizona. Il est formé à la fin des années 1980, et composé des frères et sœur Clayson Benally (batterie, chant), Klee Benally (guitare, chant) (†) et Jeneda Benally (basse, chant). Le groupe, surtout actif sur scène, milite notamment pour les droits des Amérindiens. Ils remportent notamment un Native American Music Awards en 2002 et en 2005, et collaboré avec deux membres des Ramones, C.J. Ramone et Joey Ramone. À la suite d'une demande de la fille de Woody Guthrie, ils ont repris en musique certains de ses poèmes.

## Biographie
Blackfire est formé en 1989 par Jeneda, Klee, et Clayson Benally, trois frères et sœurs nés à [Où ?]. Leur mère était chanteuse de folk, et leur père, Jones Benally, médecin qui les a élevé dans la pure tradition navajo. Ils se mettront à jouer très tôt de la musique. Jones et ses enfants joueront sous le nom de groupe de Jones Benally Family, avant même la formation de Blackfire
Même s'ils ont commencé en 1989, Blackfire n'enregistreront rien avant d'attirer l'intérêt du légendaire groupe de punk rock Ramones. En 1994, C.J. Ramone produit leur EP cinq titres qui deviendra leur premier album publié au label Tacoho Productions. L'EP fait également participer leur père, Jones, et le flutiste indien Robert Tree Cody.  Quatre ans plus tard, ils publient un nouvel EP, cette fois qu'ils produiront eux-mêmes, et qui comprend trois chansons. En 1999, ils sont nommés du Native American Music Awards dans la catégorie de « meilleur album indépendant ». Deux ans plus tard, ils embarquent pour une tournée européenne.
À la fin de 2002, ils publient leur premier album One Nation Under. Produit par Don Fleming, producteur de Sonic Youth et Joan Jett, et encore une fois avec leur père, l'album est décrit comprend « 15 chansons qui brûlent avec passion de souffrance, de résistance, et d'espoir. » La chanson No Control est utilisé dans l'épisode New Mexico, Old Monster de Quoi d'neuf Scooby-Doo ?.

## Membres
- Clayson Benally – percussions, chant (depuis 1989)
- Jeneda Benally – basse, chant (depuis 1989)
- Klee Benally – chant, guitare (depuis 1989) (†)

## Discographie
- 1994 : Blackfire (EP 5 titres)
- 1998 : Blackfire (EP 3 titres)
- 2001 : One Nation Under
- 2003 : Woody Guthrie Singles
- 2005 : Blackfire - Beyond Warped: Live Music Series (CD/DVD)
- 2007 : Silence is a Weapon - 2 CD dont un de musiques « traditionnelles »